# Stachyanthus cuneatus
Stachyanthus cuneatus är en tvåhjärtbladig växtart som beskrevs av Adolf Engler och Herman Otto Sleumer. Stachyanthus cuneatus ingår i släktet Stachyanthus och familjen Icacinaceae. Inga underarter finns listade i Catalogue of Life.